# قائمة أنواع الحيتانيات

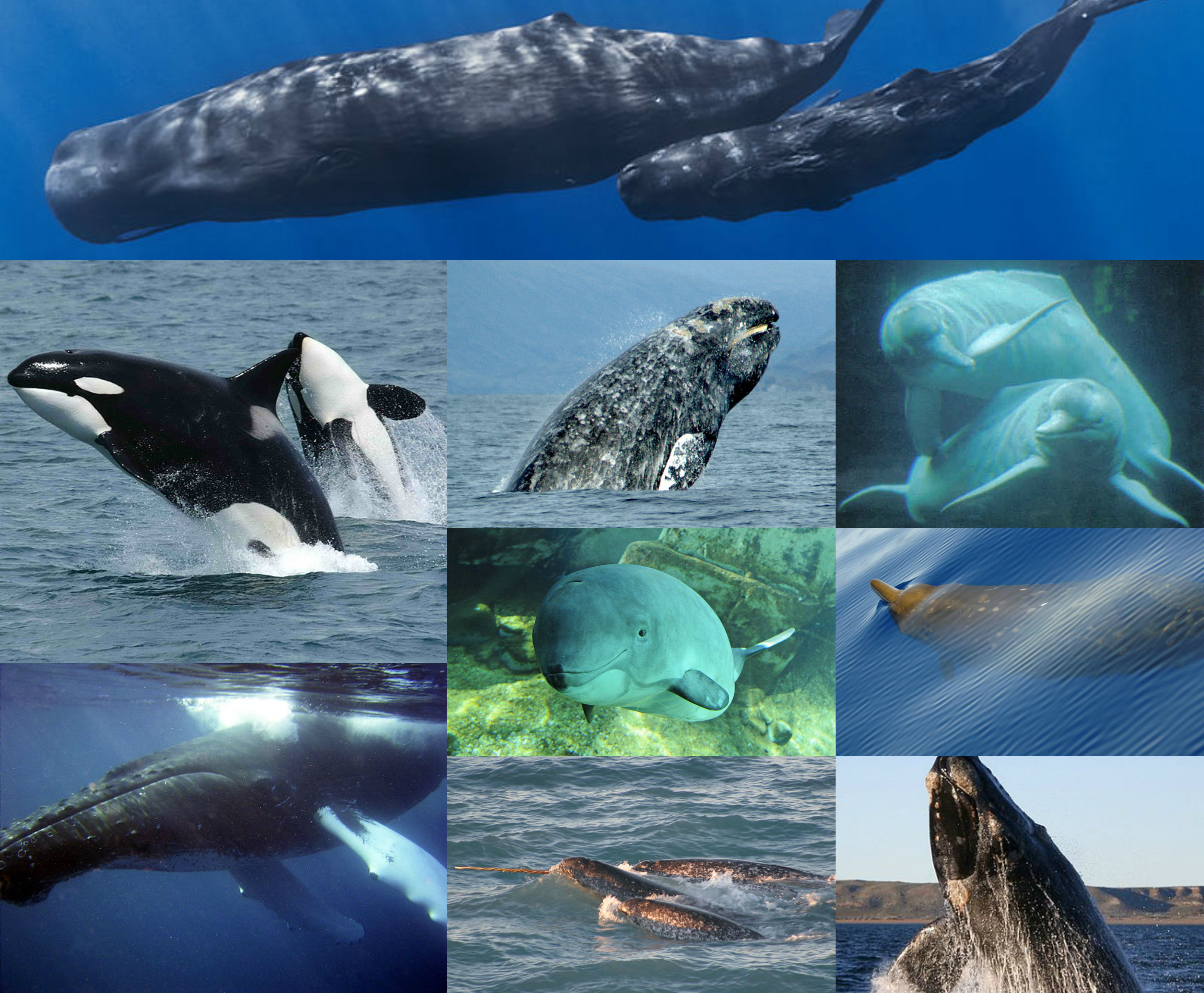
صُورةٌ جامعةٌ لِعدَّة أنواع من الحيتانيَّات؛ بِاتجاه عقارب الساعة من الأعلى: حوت العنبر، دلفين الأمازون، الحوت المنقاري لِبلينڤيل، الحوت الصائب الجنوبي، حريش البحر، الحوت السنامي، الحوت السفَّاح، الحوت الرمادي، خنزير البحر المألوف.

الحيتانيات (الاسم العلمي: Cetacea) هي دون رتبة تضُم 89 نوعًا من الحيتان والدلافين وخنازير البحر. تٌقسم إلى حيتان مسننة (الاسم العلمي: Odontoceti) وحيتان بالينية (الاسم العلمي: Mysticeti)، والتي تباعدت عن بعضها البعض في وقت ما في العصر الإيوسيني منذ 26 إلى 17 مليون سنة. تنحدر الحيتانيات من الثدييات ذات الحوافِر التي تسكُن الأرض، وتُمثل الحيتان القديمة المُنقرضة حاليًا المراحل الانتقالية المتنوعة للحيتانيات من اليابسة إلى الأحياء المائية تمامًا. كان يُعتقد تاريخيًا أنَّ الحيتانيات تنحدر من الميزنيقيات الشبيهة بالذئب، ولكنَّ تحليلات التصنيف الفرعي تؤكد تصنيفها مع الحافريات مزدوجة الأصابع ضمن رتبة (Cetartiodactyla).
انخفض عدد الحيتان بشكلٍ كبيرٍ في القرن العشرين بسبب الصيد المُكثف للحيتان، لذلك حُظر هذا النشاط عالميًا في عام 1982. تتعرض الحيتانيات الصغيرة لخطر الإمساك بها عن طريق الخطأ بواسطة سفن الصيد التي تستخدم خصوصًا الصيد بالشباك الجرافة الكيسية [الإنجليزية] أو الصيد بالشباك العائمة [الإنجليزية]، أو الصيد بالشباك الخيشومية.

## الاصطلاحات
فيما يلي قائمة بالأنواع الموجودة حاليًا (أي على قيد الحياة) من دون رتبة الحيتانيات (أما بالنسبة لأنواع للحيتانيات المنقرضة، فيُمكن مطالعتها عبر قائمة الحيتان المنقرضة). تُنظَم القائمة تصنيفيًا إلى رُتب صغرى، وفصائل عليا إذا كان ذلك ممكنًا، وفصائل، وفصيلات إذا كان ذلك ممكنًا، وأجناس، ثم الأنواع. سوف يُظهر الجدول سبع نقاطٍ لكل نوع: الاسم الشائع، الاسم العلمي، حالة الحفظ في قائمة الاتحاد الدولي لحفظ الطبيعة، وتقدير العدد عالميًا، وخريطة الانتشار عالميًا، والوزن مع صورة لشكله وحجمه بالنسبة للإنسان، وصورة للحوت.
رموز حالة الحفظ المدرجة تتبع القائمة الحمراء للأنواع المهددة بالانقراض (نسخة 2014.3، البيانات الحالية من 20 يناير 2015).
أُدرج تقدير عدد الأفراد في العالم إذا كانت البيانات متاحةً. إذا لم يُوضح استشهاد المعلومة أو هوامشها أصل المعلومة بشكلٍ مُختلف، فهي مأخوذة من القائمة الحمراء للأنواع المهددة بالانقراض الصادرة عن الاتحاد الدولي لحفظ الطبيعة (الإصدار 2014.3، البيانات الحالية من 20 يناير 2015).

## الحيتان البالينية
الحيتان البالينية، وتُسمى أيضًا حيتان عظم الحوت أو الحيتان الضخمة، وهي تتبع الرتبة الصغرى (الاسم العلمي: Mysticeti). تتميز الحيتان البالينية بامتلاكها صفائح بالينية للتغذية بالترشيح مع ثقبين للنفخ.

### فصيلة البالينات: الحيتان الصائبة
تتضمن عائلة البالينات (الحيتان الصائبة) جنسين وأربعة أنواع. جميع الحيتان الصائبة ليس لها أخاديد بطنية، كما أنَّ شكل رأسها مميز مع خطمٍ [الإنجليزية] شديد التقوس وضيق ومُنحني الفك السفلي، كما أنَّ الشفتان السفليتان تحيط بجوانب الخطم وأمامه، وتمتلك أيضًا ألواحًا بالينية طويلة وضيقة ومرنة (قد تكون أطول تسع مرات من عرضها) مع حوافٍ من البالينات الدقيقة.
| جنس بالين لينيوس، 1758 – نوعٌ واحد      |                                   |            |               |                                  |                          |                            |
| الاسم الشائع                           | الاسم العلمي                      | حالة الحفظ | الجمهرة       | الانتشار                         | الحجم                    | صورة                       |
| الحوت مُقوَّس الرأس                       | Balaena mysticetus لينيوس، 1758   | غم IUCN    | 12,682–39,950 | Bowhead whale range              | 60 طن (66 طن صغير)       | Bowhead whale              |
| جنس الحوت الحقيقي غراي، 1864 – 3 أنواعٍ |                                   |            |               |                                  |                          |                            |
| الاسم الشائع                           | الاسم العلمي                      | حالة الحفظ | الجمهرة       | الانتشار                         | الحجم                    | صورة                       |
| حوت شمال الأطلسي الصائب                | Eubalaena glacialis مولر، 1776    | خق IUCN    | 300–350       | North Atlantic right whale range | 40–80 طن (44–88 طن صغير) | North Atlantic right whale |
| حوت شمال الهادي الصائب                 | Eubalaena japonica لاسيبيد، 1818  | خم IUCN    | 404–2,108     | North Pacific right whale range  | 60–80 طن (66–88 طن صغير) | North Pacific right whale  |
| الحوت الصائب الجنوبي                   | Eubalaena australis ديمولان، 1822 | غم IUCN    | 7,500         | Southern right whale range       | 40–80 طن (44–88 طن صغير) | Southern right whale       |

### فصيلة الهراكلة
تُعد فصيلة الهراكلة (الاسم العلمي: Balaenopteridae) أكبرُ مجموعةٍ من الحيتان البالينية، حيث تتضمن عشر أنواعٍ ضمن جنسين. كما تتضمن أكبر حيوانٍ عاش على الأرض قديمًا وحديثًا، وهو الحوت الأزرق. أخذت هذه الفصيلة اسمها من كلمةٍ نرويجية تعني ثلم الحوت؛ وذلك لأنَّ كل أفراد الفصيلة تمتلك سلسلةً من الطيات الطولية في الجلد، والتي تمتد من أسفل الفم حتى السرة (باستثناء حوت ساي، الذي يمتلك أثلامًا أقصر)، حيث تسمح هذه الأثلام للفم بالتمدد بشكل كبير عند الرضاعة. تمتلك جميع أعضاء فصيلة الهراكلة هذه الطيات المميزة.
| فُصيلة الهراكلة – جنسٌ واحد، 9 أنواعٍ      |                                          |            |                |                               |                            |                          |
| جنس الهركول – 9 أنواعٍ                   |                                          |            |                |                               |                            |                          |
| الاسم الشائع                            | الاسم العلمي                             | حالة الحفظ | الجمهرة        | الانتشار                      | الحجم                      | صورة                     |
| الحوت الأزرق                            | Balaenoptera musculus لينيوس، 1758       | خم IUCN    | 10,000–25,000  | موطن الحوت الأزرق             | 50–150 طن (55–165 طن صغير) | الحوت الأزرق             |
| حوت بريدي                               | Balaenoptera brydei أولسن، 1913          | غم IUCN    | 90,000–100,000 | موطن حوت بريدي                | 14–30 طن (15–33 طن صغير)   | حوت بريدي                |
| حوت المنك المألوف                       | Balaenoptera acutorostrata لاسيبيد، 1804 | غم IUCN    | 200,000        | موطن حوت المنك المألوف        | 2–4 طن (2.2–4.4 طن صغير)   | حوت المنك المألوف        |
| حوت إيدن                                | Balaenoptera edeni أندرسون، 1879         | غم IUCN    | غير معلوم      | موطن حوت إيدن                 | غير معلوم                  | حوت إيدن                 |
| حوت رايس                                | Balaenoptera ricei روسيل وآخرون، 2021    | خق IUCN    | 30 – 100       |                               | ~13.9 طن (15.3 طن صغير)    |                          |
| الحوت الزعنفي                           | Balaenoptera physalus لينيوس، 1758       | خد IUCN    | 100,000        | موطن الحوت الزعنفي            | 30–80 طن (33–88 طن صغير)   | الحوت الزعنفي            |
| حوت أومورا                              | Balaenoptera omurai وادا وآخرون، 2003    | نن IUCN    | غير معلوم      | غير معلوم                     | غير معلوم                  | حوت أومورا               |
| حوت ساي                                 | Balaenoptera borealis ليسن، 1828         | خم IUCN    | 57,000         | موطن حوت ساي                  | 20–25 طن (22–28 طن صغير)   | حوت ساي                  |
| حوت المنك القطبي الجنوبي                | Balaenoptera bonaerensis بورمايستر، 1867 | قخ IUCN    | 515,000        | موطن حوت المنك القطبي الجنوبي | 6–10 طن (6.6–11.0 طن صغير) | حوت المنك القطبي الجنوبي |
| فُصيلة جمال البحر – جنسٌ واحد، نوعٌ واحد   |                                          |            |                |                               |                            |                          |
| جنس الحوت السنامي غراي، 1846 – نوعٌ واحد |                                          |            |                |                               |                            |                          |
| الاسم الشائع                            | الاسم العلمي                             | حالة الحفظ | الجمهرة        | الانتشار                      | الحجم                      | صورة                     |
| الحوت السنامي                           | Megaptera novaeangliae بوروفسكي، 1781    | غم IUCN    | 80,000         | موطن الحوت السنامي            | 25–30 طن (28–33 طن صغير)   | حوتٌ سنامي                |

### فصيلة الحوتيات الوحشية: الحوت الصائب القزم
يشترك الحوت الصائب القزم في كثيرٍ من الصفات مع الحيتان الصائبة، باستثناء وجود الزعنفة الظهرية. كما أنَّ حجم رأس الحوت الصائب القزم لا يزيد عن ربع حجم جسده، بينما يبلغ حجم رؤوس الحيتان الصائبة حوالي ثلث حجم أجسامها. يُعد الحوت الصائب القزم العضو الوحيد المتبقي ضمن فصيلته.
| جنس الجعداء غراي، 1864 – نوعٌ واحد |                              |            |           |                         |                            |                    |
| الاسم الشائع                      | الاسم العلمي                 | حالة الحفظ | الجمهرة   | الانتشار                | الحجم                      | صورة               |
| الحوت الصائب القزم                | Caperea marginata غراي، 1846 | غم IUCN    | غير معلوم | موطن الحوت الصائب القزم | 3–3.5 طن (3.3–3.9 طن صغير) | الحوت الصائب القزم |

### فصيلة الحيتان الرمادية
تتضمن فصيلة الحيتان الرمادية (الاسم العلمي: Eschrichtiidae) عضوًا واحدًا حيًّا فقط، وهو الحوت الرمادي. يُعد الحوت الباليني القاعي الوحيد الذي يتغذى على الكائنات الحية الصغيرة الموجودة في طين البحار الضحلة، كما أنَّ فترة حملها تزيد عن عام، وهو أمرٌ غير معتادٍ بالنسبة للحيتان البالينية.
| جنس الحوت الرمادي (الاسم العلمي: Eschrichtius) - نوع واحد |                                      |            |         |                    |                          |           |
| الاسم الشائع                                              | الاسم العلمي                         | حالة الحفظ | الجمهرة | الانتشار           | الحجم                    | صورة      |
| الحوت الرمادي                                             | Eschrichtius robustus ليليبورج، 1861 | غم IUCN    | 26,000  | موطن الحوت الرمادي | 15–40 طن (17–44 طن صغير) | حوتٌ رمادي |

## الحيتان المُسنَّنة
تتميَّز الحيتان المُسنَّنة، كما يوحي اسمها، بِصفَّين من الأسنان على أفكاكها السُفليَّة أو العُلُويَّة، عوض صفائح البالين. والحيتان المُسنَّة صيَّادة، تغتذي بِما تقنصهُ من السَّمك والسبِّيدج، والكبار منها تأكل الحبابير الكبيرة والثديَّيات البحريَّة.

### فصيلة الدلافين المحيطية
الدلافين المُحيطيَّة هي أكبر فصائل الحيتان المُسنَّنة، وكما يُوحي اسمها، فإنَّها تستوطن البحار المفتوحة، عكس الدلافين النهريَّة، على أنَّ بضعة أنواع، كدلفين إيراوادي، تعيش على مقُربةٍ من السواحل، وقد تخوض غمار الأنهار عبر مصبَّاتها.
تتميَّز الدلافين المُحيطيَّة بِأخطامٍ منقاريَّة، وبِفقرتين عُنقيتين (أو أكثر) مُنصهرتين، وبِنحو عشرين زوجًا من الأسنان أو أكثر في أفكاكها العُلُويَّة. أيٌّ من الأنواع المُنتمية لِهذه الفصيلة لا يتخطَّى أربعة أمتار طولًا.
| جنس رأسيَّات الخطم غراي، 1846 – أربعة أنواع    |                                                  |                                   |                                                |                                            |                             |                                          |
| الاسم الشائع                                 | الاسم العلمي                                     | حالة الحفظ                        | الجمهرة                                        | الانتشار                                   | الحجم                       | صورة                                     |
| دلفين تشيلي                                  | Cephalorhynchus eutropia غراي، 1846              | قخ IUCN                           | غير معلوم                                      | موطن دلفين تشيلي                           | 60 كـغ (130 رطل)            | دلفين تشيلي                              |
| دلفين كومرسون                                | Cephalorhynchus commersonii دي لاسيبيد، 1804     | غم IUCN                           | 3,400                                          | موطن دلفين كومرسون                         | 35–60 كـغ (77–132 رطل)      | دلفين كومرسون                            |
| دلفين هيڤيسايد                               | Cephalorhynchus heavisidii غراي، 1828            | قخ IUCN                           | غير معلوم                                      | موطن دلفين هيڤيسايد                        | 40–75 كـغ (88–165 رطل)      | دلفين هيڤيسايد                           |
| دلفين هكتور                                  | Cephalorhynchus hectori ڤان بنيدن، 1881          | خم IUCN (النُويعة الماويَّة خق IUCN) | 12,000–18,500 (النُويعة الماويَّة 57–75 سنة 2016) | موطن دلفين هكتور (النُويعة الماويَّة بِالأخضر) | 35–60 كـغ (77–132 رطل)      | دلفين هكتور                              |
| جنس الدلافين المألوفة – ثلاثة أنواع          |                                                  |                                   |                                                |                                            |                             |                                          |
| الاسم الشائع                                 | الاسم العلمي                                     | حالة الحفظ                        | الجمهرة                                        | الانتشار                                   | الحجم                       | صورة                                     |
| الدلفين المألوف العربي                       | Delphinus tropicalis ڤان بري، 1971               | نل                                | غير معلوم                                      |                                            | 65–105 كغ                   | دلافين مألوفة عربية                      |
| الدلفين المألوف طويل المنقار                 | Delphinus capensis غراي، 1828                    | نن IUCN                           | غير معلوم                                      | موطن الدلفين المألوف طويل المنقار          | 80–150 كـغ (180–330 رطل)    | دلفينٌ مألوف طويل المنقار                 |
| الدلفين المألوف قصير المنقار                 | Delphinus delphis لينيوس، 1758                   | غم IUCN                           | غير معلوم                                      | موطن الدلفين المألوف قصير المنقار          | 70–110 كـغ (150–240 رطل)    | دلفينٌ مألوف قصير المنقار                 |
| جنس الدلافين الشرسة – نوعٌ واحد               |                                                  |                                   |                                                |                                            |                             |                                          |
| الاسم الشائع                                 | الاسم العلمي                                     | حالة الحفظ                        | الجمهرة                                        | الانتشار                                   | الحجم                       | صورة                                     |
| الحوت السفَّاح القزم                           | Feresa attenuata غراي، 1875                      | غم IUCN                           | غير معلوم                                      | موطن الحوت السفَّاح القزم                    | 160–350 كـغ (350–770 رطل)   | حوتٌ سفَّاحٌ قزم                             |
| جنس الحيتان المُرشدة – نوعان                  |                                                  |                                   |                                                |                                            |                             |                                          |
| الاسم الشائع                                 | الاسم العلمي                                     | حالة الحفظ                        | الجمهرة                                        | الانتشار                                   | الحجم                       | صورة                                     |
| الحوت المُرشد طويل الزعانف                    | Globicephala melas ترايل، 1809                   | غم IUCN                           | غير معلوم                                      | موطن الحوت المُرشد طويل الزعانف             | 3–3.5 طن (3.3–3.9 طن صغير)  | حوتٌ مُرشدٌ طويل الزعانف                    |
| الحوت المُرشد قصير الزعانف                    | Globicephala macrorhynchus غراي، 1846            | غم IUCN                           | غير معلوم                                      | موطن الحوت المُرشد قصير الزعانف             | 1–3 طن (1.1–3.3 طن صغير)    | حوتٌ مُرشدٌ قصير الزعانف                    |
| جنس گرامپُس – نوعٌ واحد                        |                                                  |                                   |                                                |                                            |                             |                                          |
| الاسم الشائع                                 | الاسم العلمي                                     | حالة الحفظ                        | الجمهرة                                        | الانتشار                                   | الحجم                       | صورة                                     |
| دلفين رِسُّو                                    | Grampus griseus كوڤييه، 1812                     | غم IUCN                           | غير معلوم                                      | موطن دلفين رِسُّو                             | 300 كـغ (660 رطل)           | دلفين رِسُّو                                |
| جنس الدلافين الزُجاجيَّة – نوعٌ واحد             |                                                  |                                   |                                                |                                            |                             |                                          |
| الاسم الشائع                                 | الاسم العلمي                                     | حالة الحفظ                        | الجمهرة                                        | الانتشار                                   | الحجم                       | صورة                                     |
| دلفين فريزر                                  | Lagenodelphis hosei فريزر، 1956                  | غم IUCN                           | غير معلوم                                      | موطن دلفين فريزر                           | 209 كـغ (461 رطل)           | سربٌ من دلافين فريزر                      |
| جنس قنينيَّة الخطم غراي، 1846 – ستَّة أنواع      |                                                  |                                   |                                                |                                            |                             |                                          |
| الاسم الشائع                                 | الاسم العلمي                                     | حالة الحفظ                        | الجمهرة                                        | الانتشار                                   | الحجم                       | صورة                                     |
| الدلفين الأطلسي أبيض الجانب                  | Lagenorhynchus acutus غراي، 1828                 | غم IUCN                           | 200,000 – 300,000                              | دلفينٌ أطلسيٌّ أبيض الجانب                    | 235 كـغ (518 رطل)           | دلفينٌ أطلسيٌّ أبيض الجانب                  |
| الدلفين الداكن                               | Lagenorhynchus obscurus غراي، 1828               | غم IUCN                           | غير معلوم                                      | موطن الدلفين الداكن                        | 100 كـغ (220 رطل)           | دلفينٌ داكن                               |
| دلفين الساعة الرمليَّة                         | Lagenorhynchus cruciger كوا وگيمارد، 1824        | غم IUCN                           | 140,000                                        | موطن دلفين الساعة الرمليَّة                  | 90–120 كـغ (200–260 رطل)    | سربٌ من دلافين الساعة الرمليَّة             |
| الدلفين الپاسيفيكي أبيض الجانب               | Lagenorhynchus obliquidens جيل، 1865             | غم IUCN                           | 1,000,000                                      | موطن الدلفين الپاسيفيكي أبيض الجانب        | 85–150 كـغ (187–331 رطل)    | دلفينٌ پاسيفيكيٌ أبيض الجانب               |
| دلفين پيل                                    | Lagenorhynchus australis پيل، 1848               | غم IUCN                           | غير معلوم                                      | موطن دلفين پيل                             | 115 كـغ (254 رطل)           | دلفينُ پيل                                |
| الدلفين أبيض المنقار                         | Lagenorhynchus albirostris غراي، 1846            | غم IUCN                           | 100,000                                        | موطن الدلفين أبيض المنقار                  | 180 كـغ (400 رطل)           | شربٌ من الدلافين بيضاء المنقار            |
| جنس الدلافين الصائبة – نوعان                 |                                                  |                                   |                                                |                                            |                             |                                          |
| الاسم الشائع                                 | الاسم العلمي                                     | حالة الحفظ                        | الجمهرة                                        | الانتشار                                   | الحجم                       | صورة                                     |
| الدلفين الحوتي الصائب الشمالي                | Lissodelphis borealis پيل، 1848                  | غم IUCN                           | 400,000                                        | موطن الدلفين الحوتي الصائب الشمالي         | 115 كـغ (254 رطل)           | زوجٌ من الدلافين الحوتية الصائبة الشماليَّة |
| الدلفين الحوتي الصائب الجنوبي                | Lissodelphis peronii دي لاسيبيد، 1804            | غم IUCN                           | غير معلوم                                      | موطن الدلفين الحوتي الصائب الجنوبي         | 60–100 كـغ (130–220 رطل)    | سربٌ من الدلافين الحوتيَّة الصائبة الجنوبيَّة |
| جنس قصيرة الزعانف غراي، 1866 – نوعان         |                                                  |                                   |                                                |                                            |                             |                                          |
| الاسم الشائع                                 | الاسم العلمي                                     | حالة الحفظ                        | الجمهرة                                        | الانتشار                                   | الحجم                       | صورة                                     |
| الدلفين الأسترالي قصير الزعانف               | Orcaella heinsohni بيسلي وروبرتسون وأرنولد، 2005 | خد IUCN                           | 9,000 - 10,000                                 | موطن الدلفين الأسترالي قصير الزعانف        | 130–145 كـغ (287–320 رطل)   | دلفينٌ أسترالي قصير الزعانف               |
| دلفين إيراوادي                               | Orcaella brevirostris غراي، 1866                 | خم IUCN                           | غير معلوم                                      | موطن دلفين إيراوادي                        | 130 كـغ (290 رطل)           | دلفين إيراوادي                           |
| جنس الأُركيَّات – نوعٌ واحد                      |                                                  |                                   |                                                |                                            |                             |                                          |
| الاسم الشائع                                 | الاسم العلمي                                     | حالة الحفظ                        | الجمهرة                                        | الانتشار                                   | الحجم                       | صورة                                     |
| الحوت السفَّاح                                 | Orcinus orca لينيوس، 1758                        | نن IUCN                           | 100,000                                        | موطن الحوت السفَّاح                          | 4.5 طن (5.0 طن صغير)        | حوتان سفَّاحان                             |
| جنس بطيخيَّة الرأس – نوعٌ واحد                  |                                                  |                                   |                                                |                                            |                             |                                          |
| الاسم الشائع                                 | الاسم العلمي                                     | حالة الحفظ                        | الجمهرة                                        | الانتشار                                   | الحجم                       | صورة                                     |
| الحوت بطيخي الرأس                            | Peponocephala electra غراي، 1846                 | غم IUCN                           | غير معلوم                                      | موطن الحوت بطيخي الرأس                     | 225 كـغ (496 رطل)           | حوتٌ بطيخيُّ الرأس                          |
| جنس الأُركيَّات المُزيَّفة – نوعٌ واحد              |                                                  |                                   |                                                |                                            |                             |                                          |
| الاسم الشائع                                 | الاسم العلمي                                     | حالة الحفظ                        | الجمهرة                                        | الانتشار                                   | الحجم                       | صورة                                     |
| الحوت السفَّاح المُزيَّف                          | Pseudorca crassidens أوين، 1846                  | قخ IUCN                           | غير معلوم                                      | موطن الحوت السفَّاح المُزيَّف                   | 1.5–2 طن (1.7–2.2 طن صغير)  | حوتٌ سفَّاحٌ مُزيَّفٌ                            |
| جنس الدلافين السنامية – أربعة أنواع          |                                                  |                                   |                                                |                                            |                             |                                          |
| الاسم الشائع                                 | الاسم العلمي                                     | حالة الحفظ                        | الجمهرة                                        | الانتشار                                   | الحجم                       | صورة                                     |
| الدلفين السنامي الأطلسي                      | Sousa teuszi كوكنتال، 1892                       | خق IUCN                           | 1,500                                          | موطن الدلفين السنامي الأطلسي               | 100–150 كـغ (220–330 رطل)   | دلفينٌ سناميٌّ أطلسيّ                        |
| الدلفين السنامي الأسترالي                    | Sousa sahulensis جفرسون وروزنباوم، 2014          | خد IUCN                           | 10,000                                         |                                            |                             | زوجٌ من الدلافين السناميَّة الأستراليَّة      |
| الدلفين السنامي الهندي                       | Sousa plumbea كوڤييه، 1829                       | خم IUCN                           | غير معلوم                                      | موطن الدلفين السنامي الهندي                | حجم الدلفين السنامي الهندي  | دلفينٌ سناميٌّ هندي                         |
| الدلفين السنامي الهندوپاسيفيكي               | Sousa chinensis أوزبيك، 1765                     | خد IUCN                           | غير معلوم                                      | موطن الدلفين السنامي الهندوپاسيفيكي        | 250–280 كـغ (550–620 رطل)   | دلفينٌ سناميٌّ هندوپاسيفيكي                 |
| جنس السوتاليَّة – نوعان                        |                                                  |                                   |                                                |                                            |                             |                                          |
| الاسم الشائع                                 | الاسم العلمي                                     | حالة الحفظ                        | الجمهرة                                        | الانتشار                                   | الحجم                       | صورة                                     |
| دلفين غويانا                                 | Sotalia guianensis بينيدن، 1864                  | قخ IUCN                           | غير معلوم                                      | الأزرق الراسخ                              | 35–45 كـغ (77–99 رطل)       | دلفين غويانا                             |
| التٌوكوكسي                                    | Sotalia fluviatilis جيرفيه ودڤيل، 1853           | خم IUCN                           | غير معلوم                                      | الأزرق المُظلل                              | 35–45 كـغ (77–99 رطل)       | تٌوكوكسي                                  |
| جنس الدلافين النمراء غراي، 1866 – خمسة أنواع |                                                  |                                   |                                                |                                            |                             |                                          |
| الاسم الشائع                                 | الاسم العلمي                                     | حالة الحفظ                        | الجمهرة                                        | الانتشار                                   | الحجم                       | صورة                                     |
| الدلفين الأطلسي الأرقط                       | Stenella frontalis كوڤييه، 1829                  | غم IUCN                           | 100,000                                        | موطن الدلفين الأطلسي الأرقط                | 100 كغ                      | دلفينٌ أطلسيٌّ أرقط                         |
| دلفين كلايمين                                | Stenella clymene غراي، 1846                      | غم IUCN                           | غير معلوم                                      | موطن دلفين كلايمين                         | 75–80 كـغ (165–176 رطل)     | دلفين كلايمين                            |
| الدلفين المداري الأرقط                       | Stenella attenuata غراي، 1846                    | غم IUCN                           | 3,000,000                                      | موطن الدلفين المداري الأرقط                | 100 كـغ (220 رطل)           | دلفينٌ مداريٌّ أرقط                         |
| الدلفين الدوَّار                               | Stenella longirostris غراي، 1828                 | غم IUCN                           | غير معلوم                                      | موطن الدلفين الدوَّار                        | 90 كـغ (200 رطل)            | زوجٌ من الدلافين الدوَّارة                  |
| الدلفين المُخطَّط                               | Stenella coeruleoalba ماين، 1833                 | غم IUCN                           | 2,000,000                                      | موطن الدلفين المُخطَّط                        | 100 كـغ (220 رطل)           | دلفينٌ مُخطَّط                               |
| جنس ضيِقة الخطم – نوعٌ واحد                    |                                                  |                                   |                                                |                                            |                             |                                          |
| الاسم الشائع                                 | الاسم العلمي                                     | حالة الحفظ                        | الجمهرة                                        | الانتشار                                   | الحجم                       | صورة                                     |
| الدلفين قاسي الأسنان                         | Steno bredanensis ليسن، 1828                     | غم IUCN                           | 150,000                                        | موطن الدلفين قاسي الأسنان                  | 100–135 كـغ (220–298 رطل)   | دلفينٌ قاسي الأسنان                       |
| جنس مُشذَّبة الأسنان – ثلاثة أنواع              |                                                  |                                   |                                                |                                            |                             |                                          |
| الاسم الشائع                                 | الاسم العلمي                                     | حالة الحفظ                        | الجمهرة                                        | الانتشار                                   | الحجم                       | صورة                                     |
| دلفين بورونان                                | Tursiops australis شارلتون روب، 2011             | نل                                | غير معلوم                                      |                                            |                             | دلفين بورونان                            |
| الدلفين قنيني الخطم المألوف                  | Tursiops truncatus مونتاگيو، 1821                | غم IUCN                           | 600,000                                        | موطن الدلفين قنيني الخطم المألوف           | 150–650 كـغ (330–1,430 رطل) | دلفينٌ قنيني الخطم مألوف                  |
| الدلفين قنيني الخطم الهندوپاسيفيكي           | Tursiops aduncus إهرنبورغ، 1833                  | نن IUCN                           | غير معلوم                                      | موطن الدلفين قنيني الخطم الهندوپاسيفيكي    | 230 كغ                      | دلفينُ قنيني الخطم هندوپاسيفيكي           |

### فصيلة أُحاديَّات السن
تفتقدُ أُحاديَّة السن لِلزعانف الظهريَّة، وتمتلك عوضًا عنها نُتوءاتٍ ليفيَّةٍ قاسية، تقع خلف الأقسام الوُسطى من أجسادها، ولعلَّها تأقلُماتٌ جسديَّةٌ تُعينُها على السباحة تحت الجليد، إذ أنَّ كلا النوعين المُنتميين إلى هذه الفصيلة يستوطنان المنطقة القُطبيَّة الشماليَّة. الزعانف الأماميَّة قصيرة مُدوَّرة، وكثيرًا ما تلتف أطرافها عندما يصل الحيوان سنَّ البُلُوغ. مُعظم الفقرات العُنقيَّة، أو جميعها في بعض الحلات، غير مُنصهرة، ممَّا يسمح لِهذه الحيوانات بِالالتفات بِرؤوسها دون حاجةٍ لأن تستدير بِكامل جسدها.
| جنس اللازعنفيَّة – نوعٌ واحد |                                   |            |         |                   |                                 |                    |
| الاسم الشائع              | الاسم العلمي                      | حالة الحفظ | الجمهرة | الانتشار          | الحجم                           | صورة               |
| الحوت الأبيض              | Delphinapterus leucas پالاس، 1776 | غم IUCN    | 100,000 | موطن الحوت الأبيض | 1.5 طن (1.7 طن صغير)            | حوتٌ أبيضٌ           |
| جنس وحيدة السن – نوعٌ واحد |                                   |            |         |                   |                                 |                    |
| الاسم الشائع              | الاسم العلمي                      | حالة الحفظ | الجمهرة | الانتشار          | الحجم                           | صورة               |
| حريش البحر                | Monodon monoceros لينيوس، 1758    | غم IUCN    | 25,000  | موطن حريش البحر   | 900–1,500 كـغ (2,000–3,300 رطل) | سربٌ من حرشاء البحر |

### فصيلة الحيتان القزمة
تتشابه حيتان العنبر القزمة والقزميَّة بِنسيباتها الضخمة، لكنها كما يوحي اسمها، أصغر منها بِأشواط. رؤوسها مُثلَّمة ومُربَّعة، ذات أفكاكٍ سُفليَّةٍ ضيِّقة؛ وزعانفها تقع في الطرف الأمامي من أجسادها، على مقرُبةٍ من رؤوسها. أمَّا زعانفها الظهريَّة فتقع وسط أجسادها قُرب القسم الخلفي.
| جنس الكوگيَّة – نوعان |                                  |            |           |                        |                   |                    |
| الاسم الشائع        | الاسم العلمي                     | حالة الحفظ | الجمهرة   | الانتشار               | الحجم             | صورة               |
| حوت العنبر القزمي   | Kogia sima أوين، 1866            | نن IUCN    | غير معلوم | موطن حوت العنبر القزمي | 250 كـغ (550 رطل) | رسمٌ لِحوت عنبرٍ قزميّ |
| حوت العنبر القزم    | Kogia breviceps دي بلينڤيل، 1838 | نن IUCN    | غير معلوم | موطن حوت العنبر القزم  | 400 كـغ (880 رطل) | رسمٌ لِحوت عنبرٍ قزم  |

### فصيلة خنازير البحر
تضُمُّ فصيلة خنازير البحر بعض أصغر أنواع الحيتانيَّات. يسهل التمييز بين أعضاء هذه الفصيلة وبين الدلافين، حيثُ إنَّ خنازير البحر تكادُ تفتقدُ المناقير البارزة المُميَّزة عند نسيباتها، كما أنَّ أسنانها مجرفيَّة عوض أن تكون مخروطيَّة. من الجدير بِالذكر أنَّ العديد من الصيَّادين والبحَّارة الغربيين الناطقين بِالإنگليزيَّة، يُسمُّون جميع الدلافين الصغيرة خنازير بحر (بالإنجليزية: Porpoise)‏. من خنازير البحر سبعة أنواع، جميعُها تستوطنُ المُحيطات، على مقرُبةٍ من الشاطئ غالبًا.
| جنس عُجُول البحر الجديدة – نوعان         |                                          |            |           |                                                 |                           |                              |
| الاسم الشائع                           | الاسم العلمي                             | حالة الحفظ | الجمهرة   | الانتشار                                        | الحجم                     | صورة                         |
| خنزير البحر اللَّازعنفي الهندوپاسيفيكي   | Neophocaena phocaenoides كوڤييه، 1829    | خد IUCN    | غير معلوم | موطن خنزير البحر اللَّازعنفي                      | 30–45 كـغ (66–99 رطل)     | هيكلٌ عظميّ لِخنزير بحرٍ لازعنفي |
| خنزير البحر اللَّازعنفي ضيِّق الحواف       | Neophocaena asiaeorientalis كوڤييه، 1829 | خم IUCN    | 1,000     | موطن خنزير البحر اللَّازعنفي ضيِّق الحواف (بِالأحمر) | 30–45 كـغ (66–99 رطل)     | خنزير بحرٍ لازعنفي ضيِّق الحواف |
| جنس خنازير البحر الحقيقيَّة – أربع أنواع |                                          |            |           |                                                 |                           |                              |
| الاسم الشائع                           | الاسم العلمي                             | حالة الحفظ | الجمهرة   | الانتشار                                        | الحجم                     | صورة                         |
| خنزير البحر لِبورمايستر                 | Phocoena spinipinnis بورمايستر، 1865     | قخ IUCN    | غير معلوم | موطن خنزير البحر لِبورمايستر                     | 50–75 كـغ (110–165 رطل)   | (الصورة مطلوبة)              |
| خنزير البحر المألوف                    | Phocoena phocoena لينيوس، 1758           | غم IUCN    | 700,000   | موطن خنزير البحر المألوف                        | 75 كغ                     | خنزيرُ البحر المالوف          |
| خنزير البحر أبو نظَّارة                  | Phocoena dioptrica لاهيل، 1912           | غم IUCN    | غير معلوم | موطن خنزير البحر أبو نظَّارة                      | 60–84 كـغ (132–185 رطل)   | رسمٌ لِخنزير البحر أبي نظَّارة   |
| الڨاكويتة                              | Phocoena sinus نوريس وماكفارلند، 1958    | خق IUCN    | 12        | موطن الڨاكويتة                                  | 50 كـغ (110 رطل)          | ڨاكويتة                      |
| جنس الخنزيراويَّة – نوعٌ واحد             |                                          |            |           |                                                 |                           |                              |
| الاسم الشائع                           | الاسم العلمي                             | حالة الحفظ | الجمهرة   | الانتشار                                        | الحجم                     | صورة                         |
| دلفين دل الخنزيري                      | Phocoenoides dalli ترو، 1885             | غم IUCN    | 1,100,000 | موطن دلفين دل الخنزيري                          | 130–200 كـغ (290–440 رطل) | دلفين دل الخنزيري            |

### فصيلة حيتان العنبر
حيتانُ العنبر حيواناتٌ فائقة الضخامة، تتميَّز بِرُؤوسٍ مُربَّعة تُشكِّلُ ثُلُث أجسادها، وتقعُ فتحة النفث عليها إلى اليسار بعض الشيء، وجُلُودها عادةً ما تكون جعداء، وأفكاكها العُلُويَّة عديمة الأسنان.
| جنس النافثة – نوعٌ واحد |                                     |            |                   |                 |                          |           |
| الاسم الشائع           | الاسم العلمي                        | حالة الحفظ | الجمهرة           | الانتشار        | الحجم                    | صورة      |
| حوت العنبر             | Physeter macrocephalus لينيوس، 1758 | خد IUCN    | 200,000–2,000,000 | موطن حوت العنبر | 25–50 طن (28–55 طن صغير) | حوتا عنبر |

### فصيلة الحيتان المنقارية
تضُمُّ هذه الفصيلة اثنان وعُشرُون نوعًا من الحيتان على الأقل، الكثيرُ منها لم يُعرف أو يُصنَّف إلَّا خلال العقد الأخير من القرن العشرين والعقدين الأوَّلين من القرن الحادي والعشرين. لِهذه الحيتان آليَّة اقتياتٍ فريدة من نوعها، تُعرف بِالتغذِّي الامتصاصي. تتميَّزُ بِامتداد أفكاكها السُفليَّة حتَّى تتخطَّى طرف أفكاكها العُلُويَّة، وبِثلمةٍ بسيطةٍ بين فصيّ أذيالها تكاد تنعدمُ عند بعض الأنواع، وبِزعنفةٍ ظهريَّةٍ تقعُ في آخر ظُهُورها، وبِثلاثة أو أربعة فقراتٍ عُنُقيَّة مُنصهرة، وبِجماجم غير مُتناسقة، وبِأخاديد حلقيَّةٍ ظاهرة يقرب شكلها من حرف «V»، تُعينُها في امتصاص المياه الغنيَّة بِطرائدها.
| جنس رُباعيَّة الأسنان – ثلاثة أنواع           |                                                                |            |           |                                   |                              |                                        |
| الاسم الشائع                               | الاسم العلمي                                                   | حالة الحفظ | الجمهرة   | الانتشار                          | الحجم                        | صورة                                   |
| الحوت المنقاري لِأرنو                       | Berardius arnuxii دوڨورنوا، 1851                               | نن IUCN    | غير معلوم | موطن الحوت المنقاري لِأرنو         | 8 طن (8.8 طن صغير)           | حوتٌ منقاري لِأرنو                       |
| الحوت المنقاري لِبايرد                      | Berardius bairdii ستجنجر، 1883                                 | نن IUCN    | غير معلوم | موطن الحوت المنقاري لبايرد        | 12 طن (13 طن صغير)           | رسمٌ لِحوتٍ منقاري لِبايرد                 |
| الحوت المنقاري الأصغر                      | Berardius minimus يامادا وآخرون، 2019                          | نل         | غير معلوم |                                   |                              | (الصورة مطلوبة)                        |
| جنس التاسمانيَّة – نوعٌ واحد                  |                                                                |            |           |                                   |                              |                                        |
| الاسم الشائع                               | الاسم العلمي                                                   | حالة الحفظ | الجمهرة   | الانتشار                          | الحجم                        | صورة                                   |
| الحوت المنقاري لِشپيرد                      | Tasmacetus shepherdi أوليڤر، 1937                              | نن IUCN    | غير معلوم | موطن الحوت المنقاري لِشپيرد        | 2–2.5 طن (2.2–2.8 طن صغير)   | (الصورة مطلوبة)                        |
| جنس المُقعَّرة – نوعٌ واحد                     |                                                                |            |           |                                   |                              |                                        |
| الاسم الشائع                               | الاسم العلمي                                                   | حالة الحفظ | الجمهرة   | الانتشار                          | الحجم                        | صورة                                   |
| الحوت المنقاري لِكوڤييه                     | Ziphius cavirostris كوڤييه، 1823                               | غم         | 100,000   | موطن الحوت المنقاري لِكوڤييه       | 2–3 طن (2.2–3.3 طن صغير)     | حوتٌ منقاري لِكوڤييه                     |
| فُصيلة فائقة الأسنان – ثلاثة أجناس، 17 نوعًا |                                                                |            |           |                                   |                              |                                        |
| جنس فائقة الأسنان – نوعان                  |                                                                |            |           |                                   |                              |                                        |
| الاسم الشائع                               | الاسم العلمي                                                   | حالة الحفظ | الجمهرة   | الانتشار                          | الحجم                        | صورة                                   |
| الحوت قنيني الخطم الشمالي                  | Hyperoodon ampullatus فورستر، 1770                             | نن IUCN    | 10,000    | موطن الحوت قنيني الخطم الشمالي    | 7 طن (7.7 طن صغير)           | حوتٌ قنينيُّ الخطم شمالي                  |
| الحوت قنيني الخطم الجنوبي                  | Hyperoodon planifrons فلاور، 1882                              | غم IUCN    | 500,000   | موطن الحوت قنيني الخطم الجنوبي    | 6 طن (6.6 طن صغير)           | (الصورة مطلوبة)                        |
| جنس الهنديَّة السريعة – نوعٌ واحد             |                                                                |            |           |                                   |                              |                                        |
| الاسم الشائع                               | الاسم العلمي                                                   | حالة الحفظ | الجمهرة   | الانتشار                          | الحجم                        | صورة                                   |
| الحوت قنيني الخطم الاستوائي                | Indopacetus pacificus لونگمان، 1926                            | نن IUCN    | غير معلوم | موطن الحوت قنيني الخطم الاستوائي  | 3.5–4 طن (3.9–4.4 طن صغير)   | سربٌ من الحيتان قنينيَّة الخطم الاستوائيَّة |
| جنس مركزيَّة الأسنان جيرفيه، 1850 – 15 نوعًا  |                                                                |            |           |                                   |                              |                                        |
| الاسم الشائع                               | الاسم العلمي                                                   | حالة الحفظ | الجمهرة   | الانتشار                          | الحجم                        | صورة                                   |
| الحوت المنقاري لِأندروز                     | Mesoplodon bowdoini أندروز، 1908                               | نن IUCN    | غير معلوم | موطن الحوت المنقاري لِأندروز       | 1 طن (1.1 طن صغير)           | هيكلٌ عظميٌّ لِحوتٍ منقاري لِأندروز          |
| الحوت المنقاري لِبلينڤيل                    | Mesoplodon densirostris دي بلينڤيل، 1817                       | نن IUCN    | غير معلوم | موطن الحوت المنقاري لِبلينڤيل      | حجم الحوت المنقاري لِبلينڤيل  | حوتٌ منقاري لِبلينڤيل                    |
| الحوت المنقاري لِديرانياگالا                | Mesoplodon hotaula ديرانياگالا، 1963                           | نن IUCN    | غير معلوم |                                   |                              | (الصورة مطلوبة)                        |
| الحوت المنقاري لِجيرفيه                     | Mesoplodon europaeus جيرفيه، 1855                              | نن IUCN    | غير معلوم | موطن الحوت المنقاري لِجيرفيه       | 1.2 طن (1.3 طن صغير)         | حوتٌ منقاري لِجيرفيه                     |
| الحوت المنقاري جنكي الأسنان                | Mesoplodon ginkgodens نيشيواكي وكاميا، 1958                    | نن IUCN    | غير معلوم | موطن الحوت المنقاري جنكي الأسنان  | 1.5 طن (1.7 طن صغير)         | جُمجُمة الحوت المنقاري جنكي الأسنان      |
| الحوت المنقاري لِغراي                       | Mesoplodon grayi ڤون هاست، 1876                                | نن IUCN    | غير معلوم | موطن الحوت المنقاري لِغراي         | 1.5 طن (1.7 طن صغير)         | حوتٌ منقاري لِغراي                       |
| الحوت المنقاري لِهكتور                      | Mesoplodon hectori غراي، 1871                                  | نن IUCN    | غير معلوم | موطن الحوت المنقاري لِهكتور        | 1 طن (1.1 طن صغير)           | حوتٌ منقاري لِهكتور                      |
| الحوت المنقاري لِهابز                       | Mesoplodon carlhubbsi مور، 1963                                | نن IUCN    | غير معلوم | موطن الحوت المنقاري لِهابز         | 1.4 طن (1.5 طن صغير)         | جُمجُمة حوتٌ منقاري لِهابز                 |
| الحوت المنقاري لِپرین                       | Mesoplodon perrini دايلبوت، ميد، بيكر، باكر، ڤان هيلدينغ، 2002 | نن IUCN    | غير معلوم |                                   | 1.3–1.5 طن (1.4–1.7 طن صغير) | (الصورة مطلوبة)                        |
| الحوت المنقاري القزم                       | Mesoplodon peruvianus رايس، ميد، ڤان ويريبيك، 1991             | نن IUCN    | غير معلوم | موطن الحوت المنقاري القزم         | 800 كـغ (1,800 رطل)          | (الصورة مطلوبة)                        |
| الحوت المنقاري لِساوربي                     | Mesoplodon bidens ساوربي، 1804                                 | نن IUCN    | غير معلوم | موطن الحوت المنقاري لِساوربي       | 1–1.3 طن (1.1–1.4 طن صغير)   | حوتٌ منقاري لِساوربي                     |
| الحوت المنقاري مجرفي الأسنان               | Mesoplodon traversii، يُرادف Mesoplodon bahamondi غراي، 1874    | نن IUCN    | غير معلوم | موطن الحوت المنقاري مجرفي الأسنان | 1.2 طن (1.3 طن صغير)         | (الصورة مطلوبة)                        |
| الحوت المنقاري لِستيجنيگر                   | Mesoplodon stejnegeri ترو، 1885                                | نن IUCN    | غير معلوم | موطن الحوت المنقاري لِستيجنيگر     | 1.5 طن (1.7 طن صغير)         | جُمجُمة حوتٌ منقاريٌّ لِستيجنيگر             |
| الحوت مُحزَّم الأسنان                         | Mesoplodon layardii غراي، 1865                                 | نن IUCN    | غير معلوم | موطن الحوت مُحزَّم الأسنان           | 2 طن (2.2 طن صغير)           | حوتٌ مُحزَّم الأسنان                       |
| الحوت المنقاري لِترو                        | Mesoplodon mirus ترو، 1913                                     | نن IUCN    | غير معلوم | موطن الحوت المنقاري لِترو          | 1.4 طن (1.5 طن صغير)         | حوتان منقاريَّان لِترو                    |

### فيلق الدلافين النهرية
يشتملُ فيلق الدلافين النهريَّة على خمسة أنواعٍ من الحيتانيَّات التي تستوطن مياه الأنهار العذبة والمصبَّات. صُنِّفت سابقًا ضمن فيلقٍ سُمِّي Platanistoidea، ثُمَّ أُعيدت تسميتها Platanistoidea، وتُعتبرُ التسمية الأولى اليوم شبه عرقٍ حيويّ.

#### فصيلة الإنياديَّة
تضُمُّ هذه الفصيلة جنسًا واحدًا ونوعين.
| جنس الإنييَّة – نوعان |                                                       |            |           |                     |                   |                   |
| الاسم الشائع        | الاسم العلمي                                          | حالة الحفظ | الجمهرة   | الانتشار            | الحجم             | صورة              |
| دلفين الأمازون      | Inia geoffrensis دي بلينڤيل، 1817                     | خم IUCN    | غير معلوم | موطن دلفين الأمازون | 150 كـغ (330 رطل) | دلفينان أمازونيَّان |
| دلفين الأراغواي     | Inia araguaiaensis هربك، داسيلڤا، دوترا، فارياس، 2014 | نل         | غير معلوم | بِالأزرق             | 150 كـغ (330 رطل) | دلفينٌ أراغوايانيّ  |

#### فصيلة المهجورة
تضُمُّ هذه الفصيلة نوعًا واحدًا فقط هو الدلفين النهري الصيني. تُشيرُ الدلائل المُستقاة من تحاليل الحمض النووي أنَّ هذه الدلافين انفصلت عن نسيباتها المُحيطيَّة مُنذُ نحو 25 مليون سنة. أُعلن انقراض هذه الدلافين انقراضًا عمليًّا (بِسبب تناقصها لِدرجةٍ لا تسمح لها بِالتكاثر بِالسُرعة الكافية) سنة 2006، بعد أن فشلت إحدى البعثات العلميَّة في العُثُور على أيٍّ منها في موئلها الطبيعي.
| جنس المجهورة – نوعٌ واحد |                               |            |         |                            |                   |                 |
| الاسم الشائع            | الاسم العلمي                  | حالة الحفظ | الجمهرة | الانتشار                   | الحجم             | صورة            |
| الدلفين النهري الصيني   | Lipotes vexillifer ميلر، 1918 | خق IUCN    | 0-13    | موطن الدلفين النهري الصيني | 130 كـغ (290 رطل) | دلفينٌ نهريٌّ صينيّ |

#### فصيلة الطيَّارة
اعتبر العُلماء بدايةً أنَّ هذه الفصيلة تضُمُّ نوعًا واحدًا، ثُمَّ عادوا وقسموها إلى نوعين خلال أواخر سبعينيات القرن العشرين، استنادًا إلى الاختلافات في بُنية الجُمجُمة والفقرات وتكوين الدُهُون في أجسادها. وفي سنة 1988 تقرَّر بأنَّ هذه الاختلافات طفيفة ولا ترقى لِفصل أعضاء الفصيلة إلى نوعين، فجُعلتا نُويعيتين.
| جنس الطيَّارة – نوعٌ واحد      |                                     |            |         |                                  |                   |                       |
| الاسم الشائع                | الاسم العلمي                        | حالة الحفظ | الجمهرة | الانتشار                         | الحجم             | صورة                  |
| الدلفين النهري الجنوب آسيوي | Platanista gangetica روكسبورغ، 1801 | خم IUCN    | 1,100   | موطن الدلفين النهري الجنوب آسيوي | 200 كـغ (440 رطل) | دلفينٌ نهري جنوب آسيوي |

#### فصيلة الصماخية
تضُمُّ هذه الفصيلة نوعًا واحدًا فقط، وهي تتميَّز بِمنقارها الطويل مُقارنةً بِأجسادها الصغيرة. موطنها الطبيعي ضيِّقٌ محصور على طول مياه الساحل الشرقي لِأمريكا الجنوبيَّة. وعلى الرُغم من أنَّ هذه الدلافين بحريَّة، إلَّا أنَّها تُصنَّف مع تلك النهريَّة كونها تقطن نهر لاپلاتا، وهو مصبٌّ مالح المياه. يُسميِّها الصيَّادون «الأشباح البيضاء» بِسبب ألوانها، التي قد تميلُ إلى البُني الفاتح أحيانًا. تشتهر بِكونها تتجنَّب البشر.
| جنس الصماخية – نوعٌ واحد |                                               |            |             |                    |                  |                    |
| الاسم الشائع            | الاسم العلمي                                  | حالة الحفظ | الجمهرة     | الانتشار           | الحجم            | صورة               |
| دلفين لاپلاتا           | Pontoporia blainvillei جيرفيه ودوربيگني، 1844 | خد IUCN    | 4,000–4,500 | موطن دلفين لاپلاتا | 50 كـغ (110 رطل) | رسمٌ لِدلفين لاپلاتا |

## الهوامش
1. ↑  تعتبر جمعيَّة علم الثدييَّات البحريَّة أنَّ حوت إيدن أصغر من حوت بريدي الأكثر انتشارًا؛ وذلك استنادًا إلى الأبحاث الحالية.[10]
2. ↑  اعتبارًا من شهر آب (أغسطس) 2018، اعتُبر الدلفين المألوف العربي إحدى نُويعات الدلفين المألوف من طرف جمعيَّة علم الثدييَّات البحريَّة.[10]
3. ↑  اعتبارًا من شهر آب (أغسطس) 2018، اعتبرت جمعيَّة علم الثدييَّات البحريَّة الدلفين المألوف طويل المنقار إحدى الأشكال المُتولِّدة بيئيًّا من الدلفين قصير المنقار استنادًا إلى بعض الأدلَّة والتحاليل الجُزيئيَّة. يُحتمل أن تُشكِّل الجمهرة قاطنة الإقليم الشمالي الشرقي من المُحيط الهادئ نوعًا مُستقلًّا بذاته D. bairdii[10]
4. ↑  إجمالي عدد الجمهرة غير معلوم على وجه الدقَّة لكنَّها تصلُ إلى مئات الأُلُوف
5. ↑  التقدير الوحيد لِأعداد هذه الحيوانات أُجري لِجُمهرةٍ تقطن الإقليم الاستوائي الشرقي من المحيط الهادئ، وقد وصلت أعدادها إلى نحو 38,900 رأس
6. ↑  إجمالي عدد الجمهرة غير معروف. تُقدَّر بأنها تفوق 200,000 رأس في المُحيط المُتجمِّد الجنوبي. أمَّا الجمهرة قاطنة شمالي الأطلسي فلا تُعرف أعدادها
7. ↑  إجمالي عدد الجمهرة غير معروف. قُدِّرت أعداد الجمهرة قاطنة الإقليم الاستوائي الشرقي من المُحيط الهادئ بِنحو 150,000 رأس. يُقدَّرُ عدد الجمهرة قاطنة غرب المُحيط الهادئ قبالة سواحل اليابان بِنحو 30,000 رأس
8. ↑  الجمهرة قاطنة المناطق المُجاورة للجرف القارِّي لِلولايات المُتحدة قُدِّرت بأنها تفوق 60,000 رأسًا. وفي المُحيط الهادئ، أشارت إحدى الإحصائيَّات إلى وُجُود نحو 175,000 رأس في المياه الاستوائيَّة الشرقيَّة ونحو 85,000 رأسٌ آخر في الغربيَّة. إجمالي الجمهرة العالميَّة غير معروف
9. ↑  إجمالي عدد الجمهرة غير معروف، لكن يُعتقد بأنَّ هذه الدلافين شائعة محليًّا في عدَّة مناطق، فهي على سبيل المثال أكثر أنواع الدلافين انتشارًا حول جُزُر الفوكلاند
10. ↑  تقديرات الجمهرات المُختلفة قاطنة شمال الأطلسيّ توحي بأنَّ أعداد الجُمهرة العالميَّة تصل إلى عشرات الآلاف أو لِبضعة مئاتٍ من الأُلُوف
11. ↑  التقديرات التي تناولت الجمهرات المُختلفة قاطنة المناطق المُحيطة بكاليفورنيا وشمال المحيط الهادئ تُفيد بأنَّ الجمهرة العالميَّة تصل إلى نحو 400,000 رأس
12. ↑  أشارت المُسُوحات الميدانيَّة أنَّ هذه الدلافين هي الأكثر شُيُوعًا في المياه التشيليَّة
13. ↑  التقديرات المحليَّة تشتمل على ما بين 70 و80,000 رأس في المُحيط المُتجمِّد الجنوبي، و8,000 رأس في المياه الاستوائيَّة لِلمُحيط الهادئ (رُغم أنَّ المياه الاستوائيَّة ليست موطنًا مُفضلًا لِلحيتان السفَّاحة، لكنَّ الحجم الهائل لِهذه المنطقة — 19 مليون كيلومتر مُربَّع — يُفيدُ بِوُجُود الآلاف منها مُوزَّعة هُنا وهُناك)، وما يصلُ إلى 2,000 رأس قبالة سواحل اليابان، 1,500 تحديدًا في القسم الشمالي الشرقي البارد، و1,500 رأس قبالة سواحل النرويج
14. ↑  تُشيرُ التقديرات أنَّ جمهرة المناطق الاستوائيَّة الشرقيَّة من المُحيط الهادئ تصلُ أعدادها إلى 45,000 رأس، وفي مسحٍ آخر قُدِّرت جُمهرة بحر سولو الشرقي بنحو 1,200 رأس. الجمهرة العالميَّة غير معروفة
15. ↑  إجمالي الجمهرة العالميَّة غير معروف. قُدِّرت أعداد جمهرة شرق المُحيط الهادئ بِأكثر من 40,000 رأس، ويُحتمل أن تكون هذه المنطقة موطن أكبر تجمُّعات هذه الحيوانات
16. ↑  اعتبارًا من شهر آب (أغسطس) 2018، أزالت جمعيَّة علم الثدييَّات البحريَّة صفة دلفين بورونان كنوعٍ مُنفصل بِحد ذاته بسبب ما شاب منهجيَّة دراستها وتحليلها من مُشكلاتٍ. وأوصت اللجنة بِمزيدٍ من الدراسات في سبيل البت بِهذه المسالة.[10]
17. ↑  تُقدَّر أعداد الجمهرة قاطنة بحر بيوفورت بِنحو 40,000 رأس، وفي خليج هدسون بِنحو 25,000 رأس، وفي بحر بيرينغ بِنحو 18,000 رأس، وفي المناطق القُطبيَّة الكندي العُليا بِنحو 28,000 رأس. تُقدَّرؤ أعداد الجمهرة قاطنة مصب سان لورانس بِما يقرب من ألف رأس
18. ↑  أظهرت المُسُوحات الجويَّة أنَّ إجمالي الجُمهرة يصل إلى 20,000 رأس. وعند أخذ الحيوانات الغاطسة بِعين الاعتبار، يُعتقد أنَّ العدد يرتفع إلى نحو 25,000 رأس
19. ↑  إجمالي الجمهرة العالميَّة غير معروف. إحدى الدراسات قدَّرت جمهرة شرق المُحيط الهادئ بِنحو 11,000 رأس
20. ↑  إجمالي الجمهرة العالميَّة غير معروف. إحدى الدراسات قدَّرت جمهرة شرق المُحيط الهادئ بِنحو 11,000 رأس
21. ↑  ليس هُناك من بياناتٍ كافيةٍ تدعم إدراج هذا النوع ضمن قائمة الأنواع المُهددة بِالإنقراض بِدرجةٍ مُتوسِّطة
22. ↑  ليس هُناك من تقديراتٍ مُلائمةٍ توضح أعداد هذه الحيوانات. إلَّا أنَّ المُقارنة بين دراستين، إحداهُما أُجريت خلال أواخر عقد السبعينيَّات من القرن العشرين، والأُخرى خلال سنتيّ 1999 و2000، تُظهر تراجُعًا في نطاق انتشارها
23. ↑  مُعرَّضة لِخطر الانقراض في الصين. نزوعها إلى البقاء على مقرُبةٍ من الشواطئ يُعرِّضُها لِخطر القنص أو العلق في شباك الصيَّادين
24. ↑  ليس هُناك من معلومات تُشيرُ إلى عدد هذه الحيوانات
25. ↑  لا يُعلم شيء عن أعداد هذه الحيوانات. كانت أكثر الأنواع التي صادفها الباحثون أثناء إجرائهم مُسُوحاتٍ شاطئيَّة في أرض النار
26. ↑  آخر تقديرات أعداد جمهرة شمال المحيط الهادئ تصلُ إلى 1,186,000 رأس
27. ↑  أعداد الجمهرة العالميَّة لِحيتان العنبر غير معروفة. بعض التقديرات البسيطة، المأخوذة من نتائج مُسُوحاتٍ أُجريت لِمناطق صغيرة استُقرئت من خلالها الأعداد قاطنة جميع مُحيطات العالم، تجعلها تتراوح بين 200,000 و2,000,000 رأس
28. ↑  يظهر أنَّ هذه الحيتان تكون وافرة الأعداد في مياه خليج كوك خلال الصيف
29. ↑  تكادُ تنعدم المعلومات حول أعداد هذه الحيتان، سوى ما يُعرف الآن من أنها ليست بالنُدرة التي تصوَّرها العُلماء سابقًا
30. ↑  لا يُعلم شيء عن مدى وفرة هذه الحيتان أو نطاق انتشارها
31. ↑  الجمهرة العالميَّة غير معروفة على وجه الدقَّة لِصُعُوبة التعرُّف على هذا النوع في البريَّة
32. ↑  إجمالي الجُمهرة العالميَّة غير معروف، لكن يُعتقد أنَّهُ يُقارب 10,000 رأس
33. ↑  أظهرت دراسةٌ تعود لِسنة 2002 وُجُود قُرابة 766 رأس من هذه الحيتان حول جزيرة هاواي. لم تُجرَ أيَّة إحصاءاتٍ لِأيِّ جُمهراتٍ أُخرى
34. ↑  اعتبارًا من شهر آب (أغسطس) 2018، لم تعد جمعيَّة علم الثدييَّات البحريَّة تعترف بِوُجُود هذه الدلافين، على اعتبار أنَّ العيِّنات المُشار إليها كانت ضئيلة جدًا[10]
35. ↑  فشل العُلماء في العُثُور على أيَّة دلافين من هذا النوع خلال المسح الذي أُجري خلال شهريّ تشرين الثاني (نوڤمبر) وكانون الأوَّل (ديسمبر) 2006. أظهر مسحٌ سابق، يعود لِسنة 1997، وُجُود نحو 13 رأسًا فقط. وكان العُلماء في سنة 1986، قدَّروا إجمالي الجمهرة بِنحو 300 رأس
36. ↑  تُشيرُ التقديرات إلى وُجُود نحو 1,100 دلفين سنديّ وما يقرب من 20 دلفينًا كنجيًّا فقط

### فهرس المراجع
1. ↑  Jamieson، Barrie G. M. (19 أبريل 2016). Miller، Debra L. (المحرر). Reproductive Biology and Phylogeny of Cetaceans. Reproductive Biology and Phylogeny. CRC Press. ج. 7. ص. 111. ISBN:978-1-4398-4257-7.
2. ↑  
  - Agnarsson، I.؛ May-Collado، LJ. (2008). "The phylogeny of Cetartiodactyla: the importance of dense taxon sampling, missing data, and the remarkable promise of cytochrome b to provide reliable species-level phylogenies". Mol Phylogenet Evol. ج. 48 ع. 3: 964–985. DOI:10.1016/j.ympev.2008.05.046. PMID:18590827.
  - Price، SA.؛ Bininda-Emonds، OR.؛ Gittleman، JL. (2005). "A complete phylogeny of the whales, dolphins and even-toed hoofed mammals – Cetartiodactyla". Biol Rev Camb Philos Soc. ج. 80 ع. 3: 445–473. DOI:10.1017/s1464793105006743. PMID:16094808. S2CID:45056197.
  - Montgelard، C.؛ Catzeflis، FM.؛ Douzery، E. (1997). "Phylogenetic relationships of artiodactyls and cetaceans as deduced from the comparison of cytochrome b and 12S RNA mitochondrial sequences". Molecular Biology and Evolution. ج. 14 ع. 5: 550–559. DOI:10.1093/oxfordjournals.molbev.a025792. PMID:9159933.
  - Spaulding، M.؛ O'Leary، MA.؛ Gatesy، J. (2009). "Relationships of Cetacea -Artiodactyla- Among Mammals: Increased Taxon Sampling Alters Interpretations of Key Fossils and Character Evolution". PLOS ONE. ج. 4 ع. 9: e7062. Bibcode:2009PLoSO...4.7062S. DOI:10.1371/journal.pone.0007062. PMC:2740860. PMID:19774069.{{استشهاد بدورية محكمة}}:  صيانة الاستشهاد: دوي مجاني غير معلم (link)
  - "Cetacean Species and Taxonomy". IUCN-SSC: Cetacean Specialist Group. مؤرشف من الأصل في 2019-05-06. اطلع عليه بتاريخ 2015-12-14.
3. ↑  Beckman، Daniel (2013). "Conservation of Cetaceans". Marine Environmental Biology and Conservation. Jones and Bartlett Learning. ص. 328. ISBN:978-0-7637-7350-2.
4. ↑  Clover، Charles (2008). The End of the Line: How Overfishing is Changing the World and what We Eat. University of California Press. ISBN:978-0-520-25505-0.
5. 1 2  "The IUCN Red List of Threatened Species". International Union for Conservation of Nature and Natural Resources. مؤرشف من الأصل في 2021-03-19. اطلع عليه بتاريخ 2015-01-20.
6. ↑  Karlsen، K. (1962). "Development of tooth germs and adjacent structures in the whalebone whale (Balaenoptera physalus)". Hvalrådets Skrifter: Scientific Results of Marine Biological Research. ج. 45: 1–56.
7. 1 2 3 4 5 6 7  Martin، Dr. Anthony R. (1991). Whales and Dolphins. London: Salamander Books. ISBN:978-0-8160-3922-7.
8. ↑  Miyashita، T؛ Kato، H (1998). "Recent data on the status of right whales in the NW Pacific Ocean". International Whaling Commission. Cambridge, UK. مؤرشف من الأصل في 2021-03-18.
9. ↑  Goldbogen، Jeremy A. (2010). "The Ultimate Mouthful: Lunge Feeding in Rorqual Whales". American Scientist. ج. 98 ع. 2: 124–131. DOI:10.1511/2010.83.124. مؤرشف من الأصل في 2016-10-28.
10. 1 2 3 4 5  "List of Marine Mammal Species and Subspecies". Society for Marine Mammalogy. مايو 2016. مؤرشف من الأصل في 2020-11-27. اطلع عليه بتاريخ 2017-04-16.
11. ↑  Rosel, Patricia E.; Wilcox, Lynsey A.; Yamada, Tadasu K.; Mullin, Keith D. "A new species of baleen whale (Balaenoptera) from the Gulf of Mexico, with a review of its geographic distribution". Marine Mammal Science (بالإنجليزية). n/a (n/a). DOI:10.1111/mms.12776. ISSN:1748-7692. Archived from the original on 2021-03-18.
12. ↑  Klinowska، M.؛ Cooke، J. (1991). Dolphins, Porpoises, and Whales of the World: the IUCN Red Data Book (PDF). Columbia University Press, NY: IUCN Publications. ISBN:978-2-88032-936-5. مؤرشف من الأصل (PDF) في 2020-11-12.
13. ↑  "Common Bottlenose Dolphin". WWF. مؤرشف من الأصل في 2021-01-22. اطلع عليه بتاريخ 2019-05-13.
14. ↑  Huggenberger، S.؛ Leidenberger، S.؛ Oelschläger، H. H. A. (13 ديسمبر 2016). "Asymmetry of the nasofacial skull in toothed whales (Odontoceit)". Journal of Zoology. ج. 302 ع. 1: 15–23. DOI:10.1111/jzo.12425.
15. ↑  "What's the difference between dolphins and porpoises?". الإدارة الوطنية للمحيطات والغلاف الجوي. مؤرشف من الأصل في 2021-03-18. اطلع عليه بتاريخ 2019-12-05.
16. ↑  Bjorge، Arne؛ A Tolley، Krystal (2008). "Harbor porpoise Phocoena phocoena". في William F. Perrin؛ Bernd Wursig؛ J. G.M. Thewissen (المحررون). Encyclopedia of Marine Mammals. ص. 530–532.
17. ↑  Hoffner، Erik (8 مارس 2018). "Only 12 vaquita porpoises remain, watchdog group reports". Mongabay. مؤرشف من الأصل في 2020-12-03. اطلع عليه بتاريخ 2018-04-19.
18. 1 2  Rice، DW (1998). Marine mammals of the world: Systematics and distribution. Society for Marine Mammalogy. ص. 92–95. ISBN:978-1-891276-03-3.
19. ↑  Rice، Dale W. (2009). "Classification (Overall)". Encyclopedia of Marine Mammals (ط. الثانية). Academic Press. ص. 234–238. DOI:10.1016/B978-0-12-373553-9.00058-4. ISBN:9780123735539.
20. ↑  Zhou، X.؛ Sun، F.؛ Xu، S.؛ وآخرون (2013). "Baiji genomes reveal low genetic variability and new insights into secondary aquatic adaptations". Nature Communications. ج. 4 ع. 2708: 2708. Bibcode:2013NatCo...4.2708Z. DOI:10.1038/ncomms3708. PMC:3826649. PMID:24169659.
21. ↑  Pilleri, G., Marcuzzi, G. and Pilleri, O., 1982. Speciation in the Platanistoidea, systematic, zoogeographical and ecological observations on recent species. Investigations on Cetacea, 14: 15–46.
22. ↑  "National Marine Mammal Laboratory - La Plata Dolphins". Alaska Fisheries Science Center - NOAA Fisheries. NOAA Fisheries. مؤرشف من الأصل في 2020-06-05. اطلع عليه بتاريخ 2019-03-18.